# Independent Spirit Awards
Independent Spirit Awards − ufundowana w 1984 roku nagroda zwana potocznie Nagrodą FINDIE (od „Friends of Independents”) przyznawana jest corocznie twórcom kina niezależnego. Nagroda przyznawana jest przez organizację non-profit Film Independent, zrzeszającą niezależnych twórców.
Od 2006 roku przyznawana statuetka ma wygląd ptaka z rozłożonymi skrzydłami umieszczoną na kolumnie zakończoną dwoma schodkami. Wokół schodków umieszczone są piramidy.
Ceremonia wręczenia nagród odbywa się na plaży w Santa Monica, zazwyczaj na dzień przed rozdaniem Oscarów.
Od 1994 roku ceremonię transmituje stacja Independent Film Channel.

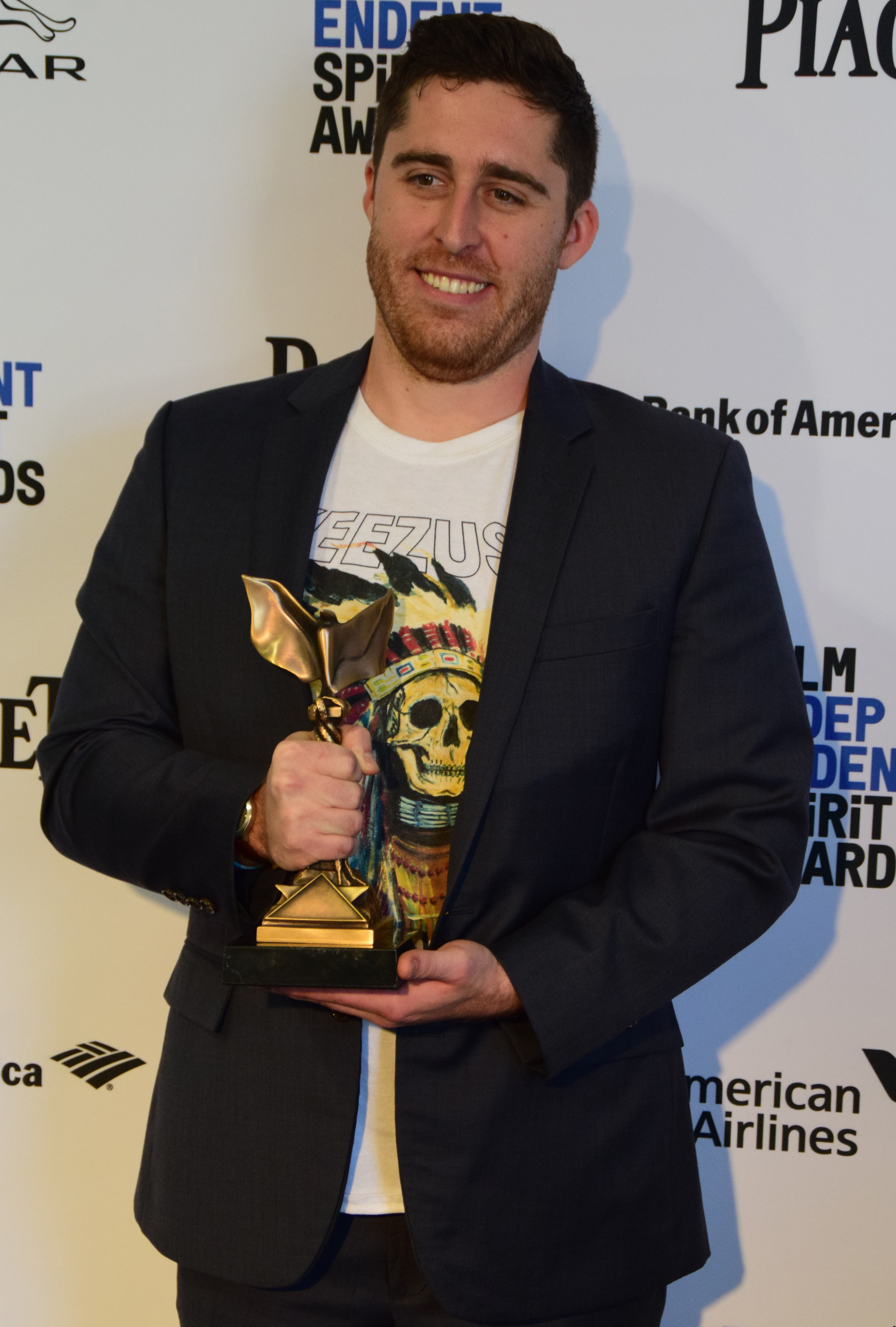
Jeden z nagrodzonych trzymający statuetkę z 2016 roku.

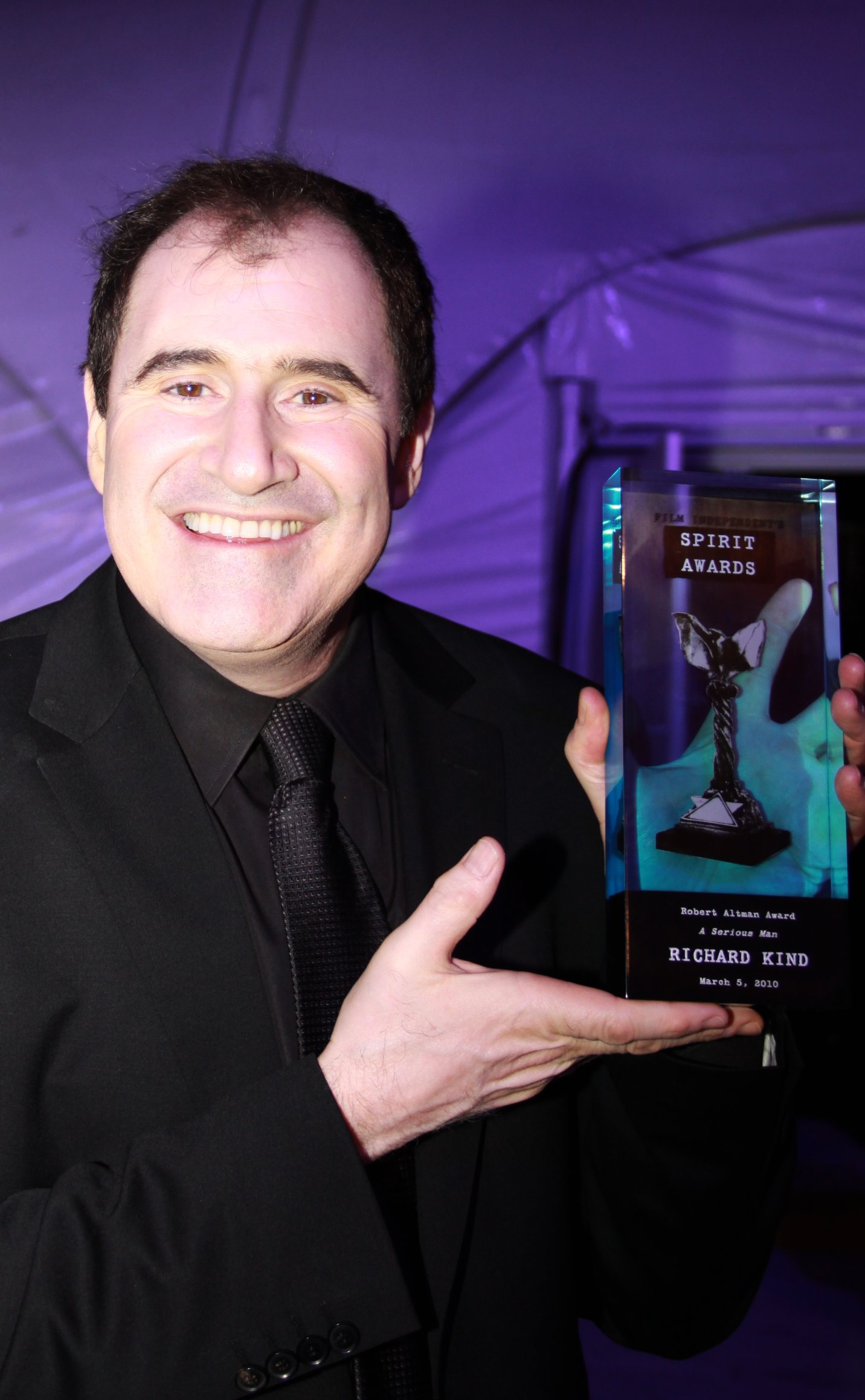
Jeden z nagrodzonych trzymający nagrodę z 2010 roku.

## Kategorie nagród
- Najlepsza główna rola męska
- Najlepsza drugoplanowa rola męska
- Najlepsza główna rola żeńska
- Najlepsza drugoplanowa rola żeńska
- Najlepsze zdjęcia
- Najlepszy film dokumentalny
- Najlepszy reżyser
- Najlepszy film niezależny
- Najlepszy debiut
- Najlepszy scenariusz
- Najlepszy debiutujący scenariusz
- Najlepszy film zagraniczny
- Nagroda Johna Cassavetesa
- Nagroda Roberta Altmana
- Nagroda Producentów
- Nagroda „Ktoś do pilnowania”
- Nagroda „Prawdziwsze od fikcji”